# Wassermotor
Der Wassermotor ist ein Motor, der durch fließendes Wasser angetrieben wird. Die Haupttypen von Wassermotoren sind Wasserräder, Wasserturbinen und Wassersäulenmaschinen. In diesem prinzipiellen, allgemeinen Sinn ist der Begriff Wassermotor synonym zu Wasserkraftmaschine. Konkret wurden als Wassermotoren im 19. und frühen 20. Jahrhundert insbesondere kleine Wassersäulenmaschinen bezeichnet, die eine rotierende Bewegung erzeugten und heute kaum mehr verwendet werden.

## Wasserräder
Das Wasserrad ist die älteste Form eines Wassermotors, es wurde im 4./3. Jahrhundert v. Chr. von den Griechen erfunden. Ein Wasserrad ist ein Rad mit Schaufeln, das durch fließendes Wasser in Drehung versetzt wird. Wenn das Wasser von oben auf das Rad fällt, spricht man von einem oberschlächtigen Wasserrad, ist das Rad in ein fließendes Gewässer eingehängt, von einem unterschlächtigen. Arbeitende Wasserräder sind fast nur noch in Entwicklungsländern anzutreffen, in Industrieländern haben sie kaum mehr eine wirtschaftliche Bedeutung.

## Wasserturbinen
Ab dem 19. Jahrhundert wurden Wasserräder zunehmend durch Wasserturbinen ersetzt, da sie höhere Wirkungsgrade aufweisen. Dabei wird entweder nur die kinetische Energie des Wassers auf die Turbine übertragen wie bei der Pelton-Turbine und der Durchströmturbine, oder auch die potentielle Energie wie bei der Francis-Turbine und der Kaplan-Turbine.

## Wassersäulenmaschinen
Die möglicherweise größte Bauform eines Wassermotors ist die direkt wirkende Wassersäulenmaschine. Sie wurde im Jahre 1748 von G. Winterschmidt in Clausthal für den Oberharzer Bergbau entwickelt und bis Anfang des 20. Jahrhunderts dort eingesetzt. Im Gegensatz zu einem Wasserrad, welches für große Fallhöhen auch entsprechend große Raddurchmesser benötigte, kam die Wassersäulenmaschine dank Druckrohren auch bei großen Fallhöhen mit einer kompakten Bauform aus. Hinzu kam, dass sie einen etwas höheren Wirkungsgrad erreichen konnte.
Die Wassersäulenmaschine funktioniert ähnlich einer Dampfmaschine, nur dass anstelle des Dampfdruckes der Druck des kalten Wassers aus der Druckleitung verwendet wurde. Aufgrund der erheblichen Massen, die dabei in Form von Wasser mit ständigen Richtungsänderungen in Bewegung waren, ließ man die Wassersäulenmaschinen sehr langsam laufen.
Ähnlich der Funktion eines hydraulischen Widders wurde mit dem beaufschlagenden Wasser meist ein anderes Medium gefördert. Die verschieden großen Kolben der Wassersäulenmaschine verlaufen auf einer einzigen Achse, die Steuerung gleicht entfernt einer Dampfmaschine. Wassersäulenmaschinen kamen unter anderem als Solehebemaschine und im Freiberger und im Oberharzer Bergbau zum Einsatz. Dort gab es auch Verwendungen zum Antrieb von Maschinen oder der Fahrkunst; die größte hatte hierbei eine Leistung von 97 kW.

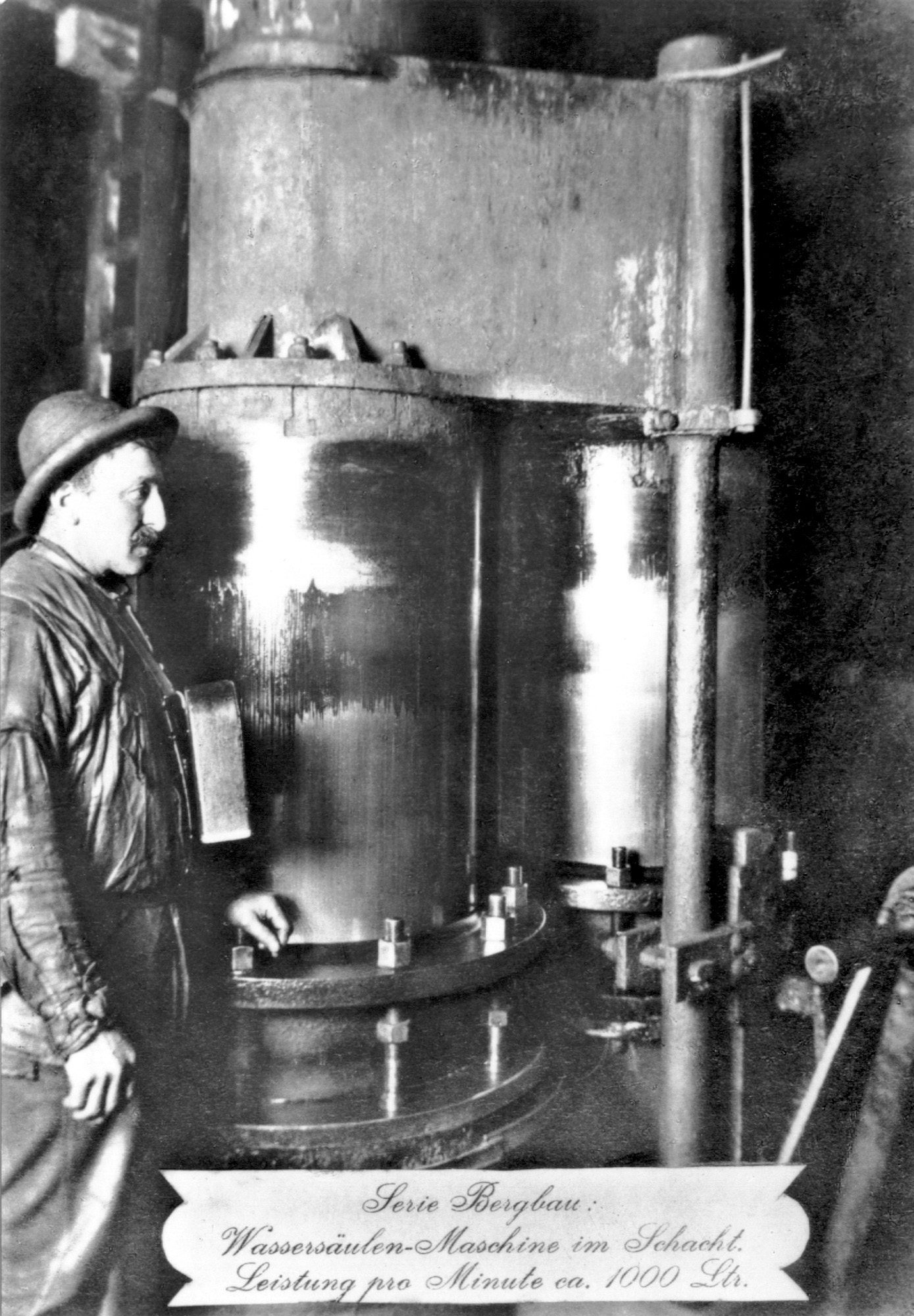
Freiberger Wassersäulenmaschine (1900)
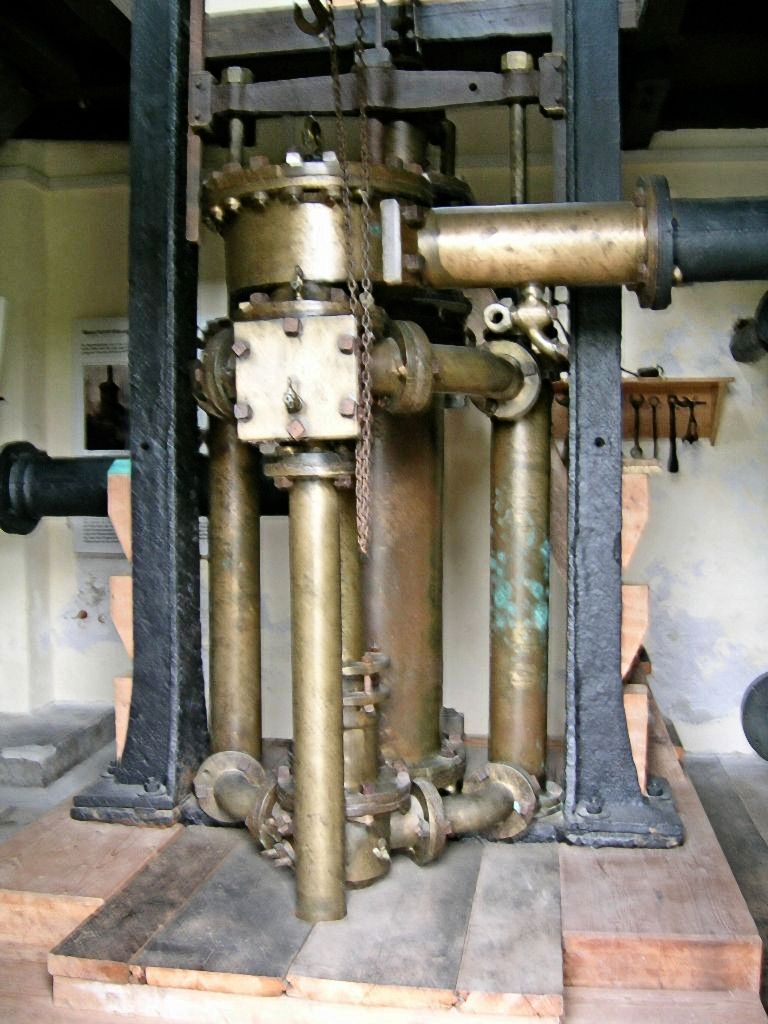
Reichenbachsche Wassersäulenmaschine im Museum Klaushäusl

## Schmid’scher Wassermotor

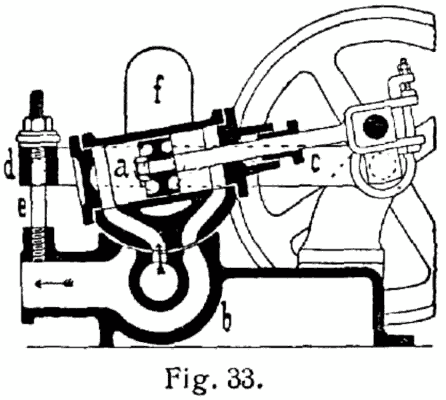
Schnittzeichnung eines Wassermotors nach Schmid aus dem Lexikon der gesamten Technik (1904)

Animation des schmidschen Wassermotors (Treibekolben ohne Pumpen)

Der Schweizer Maschineningenieur Albert Schmid aus Zürich entwickelte in den 1870er Jahren einen kleinen Wassermotor, der ähnlich einer Dampfmaschine arbeitete. Ein Kolben in einem Zylinder wurde wechselseitig mit Druckwasser beaufschlagt, so dass sich dieser im Zylinder hin- und herbewegte, eine Kurbelwelle wandelte diese Bewegung in eine Drehbewegung um. Ein Schwungrad sorgte für einen gleichmäßigen Rundlauf der Maschine. Die Steuerung des Durchflusses wurde dadurch bewerkstelligt, dass der Kurbeltrieb ohne Kreuzkopf ausgeführt wurde, die Kolbenstange wirkte direkt auf die Kurbel und der Zylinder oszillierte. Diese Schwenkbewegung des Zylinders gab abwechselnd die Ein- und Auslasskanäle frei. Um in der Phase, in der kurzzeitig beide Einlasskanäle verschlossen waren, die dabei entstehenden Druckspitzen des Wassers aufzufangen, wurde bei dem Motor ein Windkessel angebracht. Eine einfache Vorrichtung ermöglichte durch Anheben oder Absenken der Rotationsachse des Kolbens, den Dichtspalt zwischen dem feststehenden und dem sich bewegenden Teil genau einzustellen, so dass sich die Kontaktflächen nicht berührten, aber auch nicht zu viel Leckwasser austrat.
Der Schmid-Motor wurde an der Weltausstellung 1873 in Wien vorgestellt und danach in Druckwassernetzen wie zum Beispiel demjenigen der Usine des Forces Motrices von Genf verwendet,  aber auch für mobile Kreissägen zum Zerkleinern von Brennholz in Zürich und andere Anwendungen. Viele Schmid’sche Wassermotoren wurden mit Aufkommen der elektrischen Energieversorgung nicht mehr benötigt und wurden während des Ersten Weltkrieges verschrottet, besonders wegen der vielen Messingteile, die Rohmaterial für die Munitionsherstellung lieferten. Wenige Exemplare sind erhalten geblieben, wie zum Beispiel der Motor zum Antrieb der Pumpe der Wasserversorgung Rothenberg.

## Wassermotoren in Waschmaschinen
Erfolgreich eingesetzt wurde der Wassermotor auch bei Waschmaschinen, z. B. ab 1914 vom Hersteller Miele. Diese Waschmaschinen, die bis in die 1960er Jahre gebräuchlich waren, bestanden aus einem Holzbottich mit einem im Deckel eingebauten Drehkreuz. Dieses Drehkreuz wurde durch zwei Kolben, die an das Wassernetz angeschlossen waren, in gleichmäßige Rechts-links-Bewegungen gesetzt. Der Wascheffekt trat durch die ständige Bewegung der Wäsche in dem mit Lauge und/oder Wasser gefüllten Waschbottich ein.
Der große Wasserverbrauch spielte meist weniger eine Rolle, da Brauchwasser oft reichlich vorhanden und entsprechend günstig war. Außerdem wurde in den sparsamen Landhaushalten das „Antriebswasser“ oft noch weiterer Verwendung zugeführt und am Waschtag ohnehin gebraucht.
Ein wesentlicher Vorteil des Wassermotors war, dass die damit ausgerüstete Maschine auch ohne Stromanschluss funktionierte. Vor allem auf dem Land gab es seinerzeit noch lange nicht in jedem Haus einen Stromanschluss und selbst, wenn er vorhanden war, reichte die Leistung für den Betrieb eines Elektromotors oft nicht aus.
Voraussetzung für die richtige Funktion des Wassermotors war ein entsprechender Druck in der Wasserleitung. In Zeiten erhöhten Wasserverbrauchs (vor oder nach der Arbeit) war der Wasserdruck oft nicht ausreichend. In strengeren Wintern, in denen oft auch die Wasserrohre einfroren, war der Wassermotor ebenfalls nicht zu gebrauchen. Aus diesen Gründen hatten diese Waschmaschinen auch immer eine Vorrichtung, um sie mit Muskelkraft zu bewegen.
Mit der Erfindung des Waschvollautomaten Constructa und der zunehmenden Verbreitung ausreichend leistungsfähiger Stromanschlüsse verschwanden die Waschmaschinen mit Wassermotor vom Markt.